# U-Vox
U-Vox è l'ottavo album del gruppo inglese Ultravox, pubblicato nel 1986.
Il batterista Warren Cann è sostituito da Mark Brzezicki dei Big Country.

## Tracce
Testi di Midge Ure.
1. Same Old Story – 4:38 - (Ure)
2. Sweet Surrender – 4:34 - (Ure)
3. Dream On – 4:47 - (Currie)
4. The Prize – 5:37 - (Cross, Ure)
5. All Fall Down – 5:09 - (Currie, Ure)
6. Time to Kill – 4:26 - (Currie, Ure, Cross)
7. Moon Madness – 3:28 - (Currie, Ure)
8. Follow Your Heart – 4:53 (Currie, Cross, Ure)
9. All in One Day – 5:09 (Ure, Currie)

Tracce bonus riedizione 1990
1. 3 – 4:01 (Currie, Cross)
2. All in One Day (Instrumental) – 6:12 - (Ure, Currie)
3. Dreams? – 2:32 - (Currie, Cross, Ure)
4. All Fall Down (Instrumental) – 5:34 - (Currie, Ure)
5. Stateless – 2:51 - (Currie)

## Formazione
- Midge Ure: voce, chitarre
- Chris Cross: basso, cori
- Mark Brzezicki: batteria
- Billy Currie: violino, sintetizzatori